# Људска сексуалност
Људска сексуалност је изражавање сексуалних осећања. Тиме су обухваћени биолошки, еротски, физички, емотивни, друштвени, или духовни осећаји и понашања. Пошто је то широк појам који се временом мења, њему недостаје прецизна дефиниција. Биолошки и физички аспекти сексуалности у великој мери се тичу људских репродуктивних функција, укључујући циклус сексуалног одговора код људи. Сексуална оријентација особе може да утиче на сексуалне интересе те особе и привлачност за другу особу. Физички и емоционални аспекти сексуалности обухватају везе између појединаца које се изражавају кроз дубоке осећаје или физичке манифестације романтичне љубави, поверења и бриге. Социјални аспекти се баве ефектима људског друштва на нечију сексуалност, док се духовност односи на духовну везу појединца с другима. Сексуалност такође утиче и подлеже културним, политичким, правним, филозофским, моралним, етичким, и религиозним аспектима живота.
Интересовање за сексуалну активност обично се повећава када појединац достигне пубертет. Мишљења се разликују о пореклу сексуалне оријентације и сексуалног понашања појединца. Неки тврде да сексуалност одређује генетика, док други верују да је обликована од стране околине, или да оба ова фактора утичу на формирање сексуалне оријентације појединца. Ово се односи на дебату о природи насупрот неговања. У првом се претпоставља да особине особе у суштини одговарају њиховом природном наслеђу, које се огледа у нагонима и инстинктима; док се друго односи на претпоставку да се особине особе настављају мењати током њиховог развоја и узгоја, што је илустровано идеалима ега и формативним идентификацијама. Еволуцијске перспективе о људском упаривању, репродукцији, стратегијама репродукције и теорији социјалног учења) пружају даље погледе на сексуалност. Друштвено-културни аспекти сексуалности обухватају историјски развој и религиозна уверења. Примери тога су јеврејски погледи на сексуално задовољство у браку и неки ставови других религија о избегавању сексуалних задовољстава. Неке културе су описане као сексуално репресивне. Проучавање сексуалности укључује и људски идентитет у оквиру друштвених група, сексуално преносиве инфекције и методе контроле рађања.
На људску сексуалност могу утицати хормоналне промене током развоја фетуса током трудноће. Неки тврде да је начин испољавања у великој мери зависан од генетичких предиспозиција. Други кажу да се остварује током личних експеримената током раног живота, па се на тај начин остварују различита занимања. Трећи став је да оба фактора играју заједничку улогу. Људска сексуалност се, такође, може разумети као део друштвеног живота људи, вођен имплицитним правилима понашања и статуса кво. Стога се тврди да сексуалност утиче на друштвене норме, a друштво за узврат утиче на начин на који се сексуалност може изразити. Од кад постоје масовни медији, сексуалност је још више обликовала средине у којима живимо; сумира се (често у стереотипе), а онда више пута изражава у комерцијализованим облицима, као што су штампа, звук и видео.
Људска сексуалност се разликује од полног идентитета. Полни идентитет представља већи низ улога него сексуални идентитет. Социјална околина којој је човек изложен као дете најчешће може обликовати пол. Нпр. ауторитарна личност даје малом дечаку да се игра са камионом-играчком, а девојчици лутку. Људска психологија и обликовање пола тиме стварају одређене форме могућег или чак вероватног сексуалног изражавања, али не предвиђају да ће будуће сексуално понашање бити 'складно полу'. Људски сексуални избори се најчешће праве користећи савремене културне норме. На пример, неко може да одлучи да апстинира од секса пре брака, зато што му тако налаже његова религија. Код неких култура је прихватљиво да мушкарац има више жена, док код других, бигамија или полигамија наилазе на негодовања. Они који желе да изразе неортодоксну сексуалност формирају поткултуре у оквиру главне културе.

## Развиће

### Природа или васпитање
Одређене карактеристике могу бити урођене код људи; ове карактеристике могу бити модификоване од стране физичке и друштвене средине у којој људи интерагују. Људска сексуалност је вођена генетиком и менталном активношћу. Сексуални нагон утиче на развој личног идентитета и друштвене активности. Нормативне, социјалне, културне, образовне и еколошке карактеристике појединца уобличавају сексуални нагон. Две познате школе из психологије заузеле су супротне позиције у дебати о природи и васпитању: психоаналитичка школа која је базирана на раду Сигмунда Фројда и бехавиористичка школа која води своје порекло од Џона Лока.
Фројд је веровао да су сексуални нагони инстиктивни. Он је био чврсти заговорник аргумента природе; сматрао је да постоји велики број инстинкта, али да се они своде на две широке групе: Ерос (инстинкт живота), који се састоји од самоодрживих и еротских нагона, и Танатос (инстинкт смрти) који укључује инстинкте који позивају на агресију, самоуништење и окрутност. Он је дао сексуалним нагонима централну улогу у људском животу, радњама и понашањима, што није било заступљено пре његовог предлога. Његова инстинктивна теорија каже да су људи од рођења вођени жељом да стекну и унапреде телесна задовољства, чиме се подржава дебата о природи. Фројд је редефинисао термин сексуалност, како би покрио било који облик задовољства који може бити изведен из људског тела. Такође је рекао да задовољство смањује напетост, док је одсуство задовољства подиже, што утиче на сексуални нагон код људи. Његовом развојном перспективом управљале су унутрашње силе, посебно биолошки нагони и сазревање, а његов став да су људи биолошки склони тражењу сексуалног задовољства демонстрира природну страну дебате. Дебата о узгоју потиче од Џона Лока и његове теорије ума као „tabula rasa” или неисписане таблице. Касније су бихевиористи примењивали овај појам у прилог идеји да је окружење место на коме се развијају сексуални нагони.

## Теме о људској сексуалности
- Сексуални развој
  - Сексуалност код деце
  - Пубертет
  - Сексуалност у старијем добу
- Сексуалне оријентације
  - Хетеросексуалност
  - Бисексуалност
  - Хомосексуалност
  - Асексуалност
- Сексуални чинови и односи
  - Сексуално узбуђење
  - Флертовање
  - Пољубац
  - Целибат
  - Мастурбација
  - Секс
  - Орални секс
  - Анални секс
  - Групни секс
  - Виртуелни секс
  - Педофилија
  - Садизам и мазохизам
  - Свингери
  - Фистинг и handballing
  - Егзибиционизам и Воајеризам
  - Сексуално трљање
  - Масни разговори
- Социо-културни аспекти
  - Еротика
  - Порнографија
  - Проституција
  - Секс у огласима
  - Сексуална моралност
  - Сексуални сленг
  - Стереотипи
- Религиозни аспекти
  - Митологија о љубави према истом полу
- Сексологија (проучавање секса)
  - Еротичност
  - Хомофобија
  - Хомосексуалност и психологија
  - Парафилије и фетиши (Неки се могу сматрати сексуалним злочином/има у различитим системима правосуђа)
- Сексуални злочини
  - Силовање или сексуални насртај
  - Сексуално узнемиравање
  - Сексуално искоришћавање или молестација
  - Разне парафилије и фетиши (Неки се могу сматрати сексуалним злочином/има у различитим системима правосуђа)
  - Порнографија (Неке се могу сматрати сексуалним злочином/има у различитим системима правосуђа).
  - Инцест
  - Бестијалност или секс са животињама
- Болести преносиве сексуалним путем
  - Синдром стеченог недостатка отпорности или Сида – изазван HIV вирусом
  - Сифилис
  - Генитална брадавица
  - Гонореја
  - Херпес
- Полни органи
  - Мушки полни органи
  - Женски полни органи
- Мушки репродуктивни појмови физиологија:
  - Сперматогенеза
  - Ерекција
  - Ејакулација
- Женски репродуктивни појмови физиологија:
  - Менструација
  - Трудноћа
  - Порођај
  - Лактација
- Гениталне модификације и мутилације
  - Враћање обреза
  - Кастрација
  - Мушко обрезивање
  - Женско обрезивање
- Повезана поља медицине
  - Андрологија
  - Ендокринологија
  - Гинекологија
  - Опстетрика
  - Урологија
- Остале повезане теме
  - Побачај
  - Брак
  - Контрацепција
  - Лепота
  - Љубав
  - Психоанализа
  - Полна парадигма
  - Полне и сексуалне студије
  - Сексизам
  - Сексуално образовање
  - Феминизам